# Хронологія жінок в історії фотографії

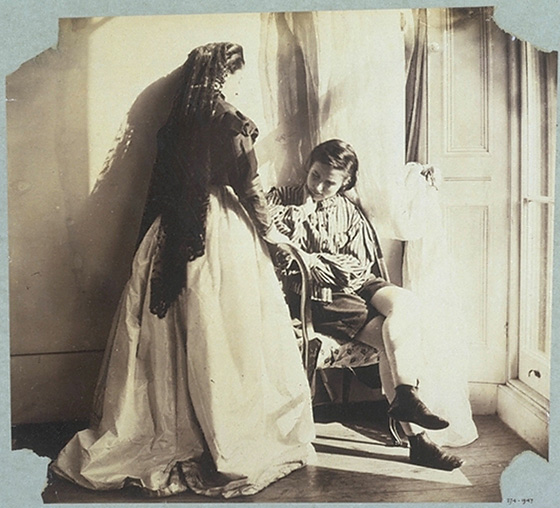
Клементина Мод та Ізабелла, сфотографовані їхньою матір'ю леді Клементіною Гаварден близько 1861 року

Це хронологія жінок у фотографії, що простежує найважливіші внески жінок у розвиток фотографії, а також видатні світлини, створені ними протягом ХІХ, ХХ та ХХІ століть.

## Першопрохідниці початку ХІХ століття

### 1839 рік
- Сара Енн Брайт (1793—1866) створює, можливо, найдавніше збережене фотографічне зображення, зроблене жінкою.[1]
- Констанс Фокс Телбот (1811—1880) експериментує з процесом фотографування, можливо, ставши першою жінкою, яка зробила фото.[2]

### 1842 рік
- Франциска Мьоллінгер (1817—1880) стає першою жінкою-фотографкою у Швейцарії, створюючи дагеротипи швейцарських краєвидів, які публікує як літографії в 1844 р.[3]

### 1843 рік
- Анна Аткінс (1799—1871) публікує Photographs of British Algae: Cyanotype Impressions, першу книгу з фотоілюстраціями, створеними шляхом ціанотипії.[4]
- Берта Бекманн (1815—1901) відкриває з чоловіком студію у Лейпцигу, якою одноосібно опікується з 1847 року.[5]

### 1844 рік
- Джессі Манн (1805—1867) фотографує короля Саксонії, можливо, ставши першою жінкою-фотографкою у Шотландії.[6]

### 1845 рік
- Брита Софія Гесселі (1801—1866) робить дагеротипи у своїй фотостудії в Карлстаді, переїжджає в 1857 р. до Стокгольму.[7]

### 1847 рік
- Женев'єва Елізабет Дісдері (близько 1817—1878) допомагає своєму чоловікові Андре-Адольфу-Ежену Дісдері у спільній брестській студії, згодом керуючи бізнесом самостійно.[8]

### 1848 рік
- Сара Луїза Джадд (1802–близько 1881) робить дагеротипи з весни 1848 р., і продовжує протягом двох років у Стілвотері, штат Міннесота.[9]

### 1849 рік
- Еліз Л'Оре (1827—1896) з чоловіком створює студію дагеротипів у Квебеку, переймаючи справу в 1865 році.[10]

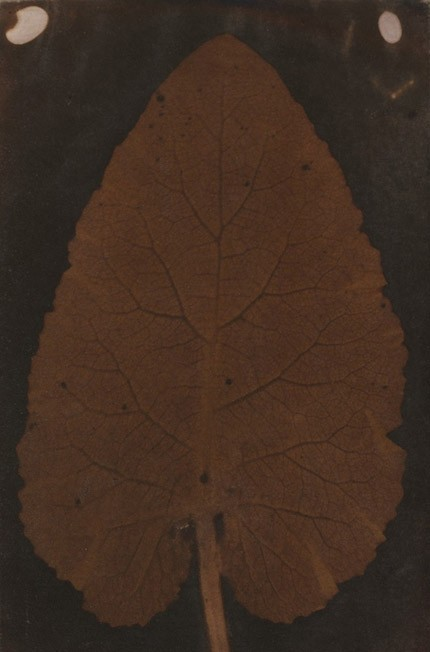
Листок Сари Енн Брайт (1839)
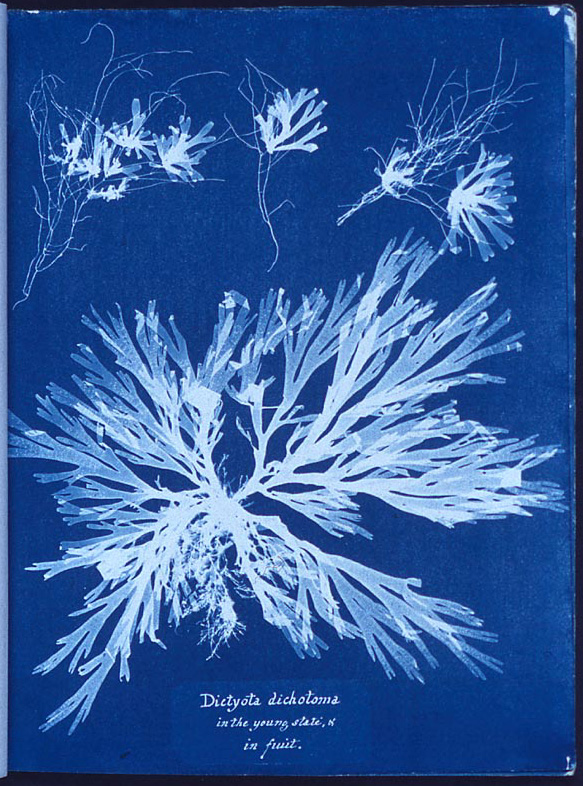
Фотограма водоростей Анни Аткінс (1843)
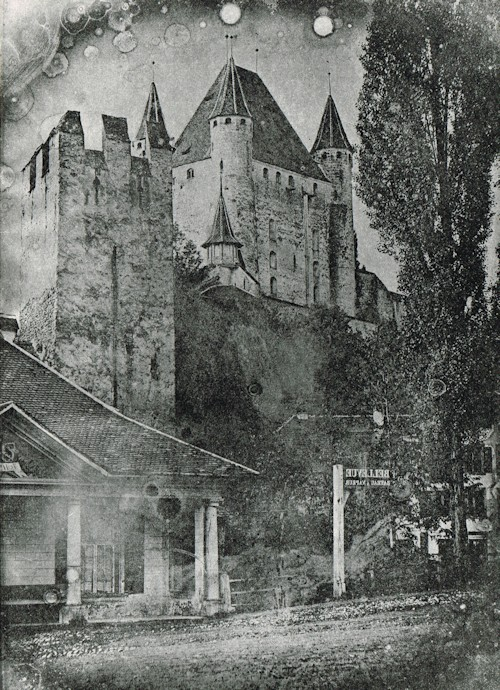
Дагеротип Франциски Мьоллінгер замку Тун (бл. 1844)
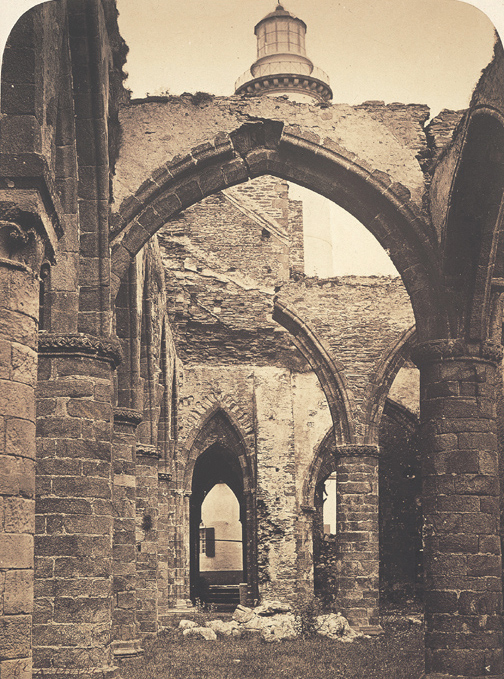
Інтер'єр церкви Святого Матьє Женев'єви Елізабет Дісдері (1869)

## Друга половина ХІХ ст.

### 1850 рік
- Джулія Шеннон (близько 1812 — близько 1852), перша відома жінка-фотографка у Каліфорнії, рекламує свою роботу з дагеротипами в 1850 році.
- Тора Галлагер (1821—1884) починає робити дагеротипи в Копенгагені, відкривши власну студію приблизно в 1857 році.[11]

### 1852 рік
- Емілі Бібер (1810—1884) відкриває студію дагеротипу в Гамбурзі.[12]
- Марі Кінберг відкриває студію дагеротипу в Гетеборзі.[13]

### 1854 рік
- Керолайн Емілі Невілл (1829—1887) та її сестри Генрієтта (1830—1912) та Ізабель (1831—1915) виставляються у Лондонському фотографічному товаристві.[14]

### 1856 рік
- Вірджинія Олдоїні (1837—1899) почала фотографувати, в основному це були автопортрети в театральних костюмах.[15]
- Джулія Енн Рудольф (також відомі як Джулія Енн Свіфт та Джулія Енн Реймонд; близько 1820—1890) створює власну фотостудію в Неваді-Сіті, штат Каліфорнія.

### 1857 рік
- Клементіна Гаварден (1822—1865) починає фотографувати в Ірландії, пізніше створивши власну приватну студію в Лондоні, де виготовила близько 800 албумінових відбитків.[16]

### 1864 рік
- Джулія Маргарет Кемерон (1815—1879) починає фотографувати, прославляючись портретами знаменитостей.[17]
- Луїза Томсен(1823—1907) створює фотобізнес в Геллебеку поблизу Гельсінгера.[18]

### 1867 рік
- Елізабет Пульман (1836—1900) допомагає переймає сімейну справу в Оклендській студії після смерті чоловіка в 1871 році.[19]

### 1869 рік
- Тора Халлагер фотографує Ганса Крістіана Андерсена.[11]

### 1871 рік
- Аделаїда Конрой працювала за адресою 56, Strada Stretta, Валлетта, Мальта, до середини 1879 р., спеціалізуючись переважно на carte de visite та албумінових відбитках.[20]

### 1876 рік
- Фредеріке Федершпіль (1839—1913) перша жінка в Данії, яка отримала ліцензію на торгівлю фотографіями.[21]

### 1880-ті
- Моллі Флай (1847—1925) керувала фотостудією з 1880-х до початку 1910-х у Тумстоуні, штат Аризона.

### 1881 рік
- Джеральдін Муді (1854—1945) засновує студію в Батлфорді, Саскачеван. Пізніше уповноважена створити фотографії Західної Канади.[22]

### 1888 рік
- Мері Стін (1856—1939) стає першою придворною жінкою-фотографкою Данії.[23]

### 1890 рік
- Сара Джеймс Едді (1851—1945) починає виставляти фотографії. Її найважливіші виставки були в Новій школі американської фотографії та в колекції фотографок-американок на Паризькій всесвітній виставці 1900 р.[24]

### 1894 рік
- Френсіс Бенджамін Джонстон (1864—1952) стає першою жінкою, яка відкрила студію у Вашингтоні, округ Колумбія.[25]

### 1895 рік
- Джулі Лаурберг (1856—1925) відкриває великий успішний фотобізнес у копенгагенському «Magasin du Nord», де працевлаштовує багато жінок. Підтримує професійну участь жінок у фотографії.[26]

### 1896 рік
- Гаррієт Брімс (1864—1939) відкриває студію в Інгемі, штат Квінсленд, працює професійною фотографкою 16 років.[27]

### 1899 рік
- Лора Адамс Армер стає фотографкою у Сан-Франциско, знімаючи Чайнатаун та інші місця.[28]

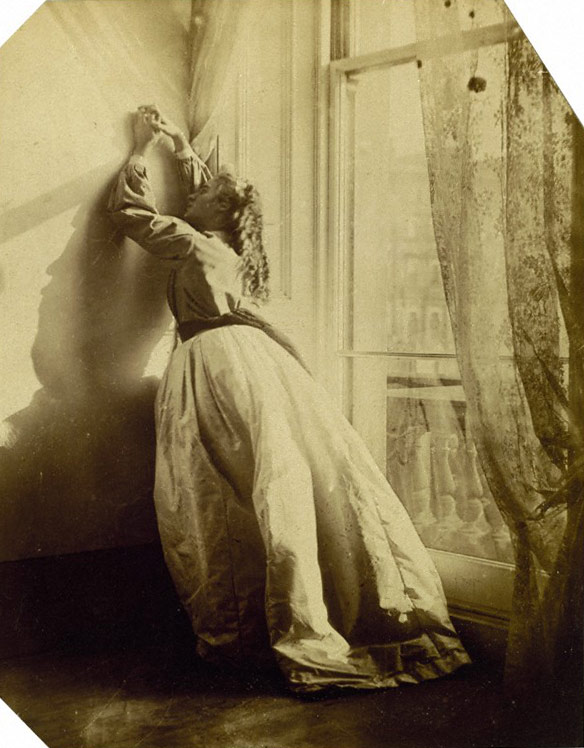
Дочка віконтеси Гаварден Клементина Мод (1863)
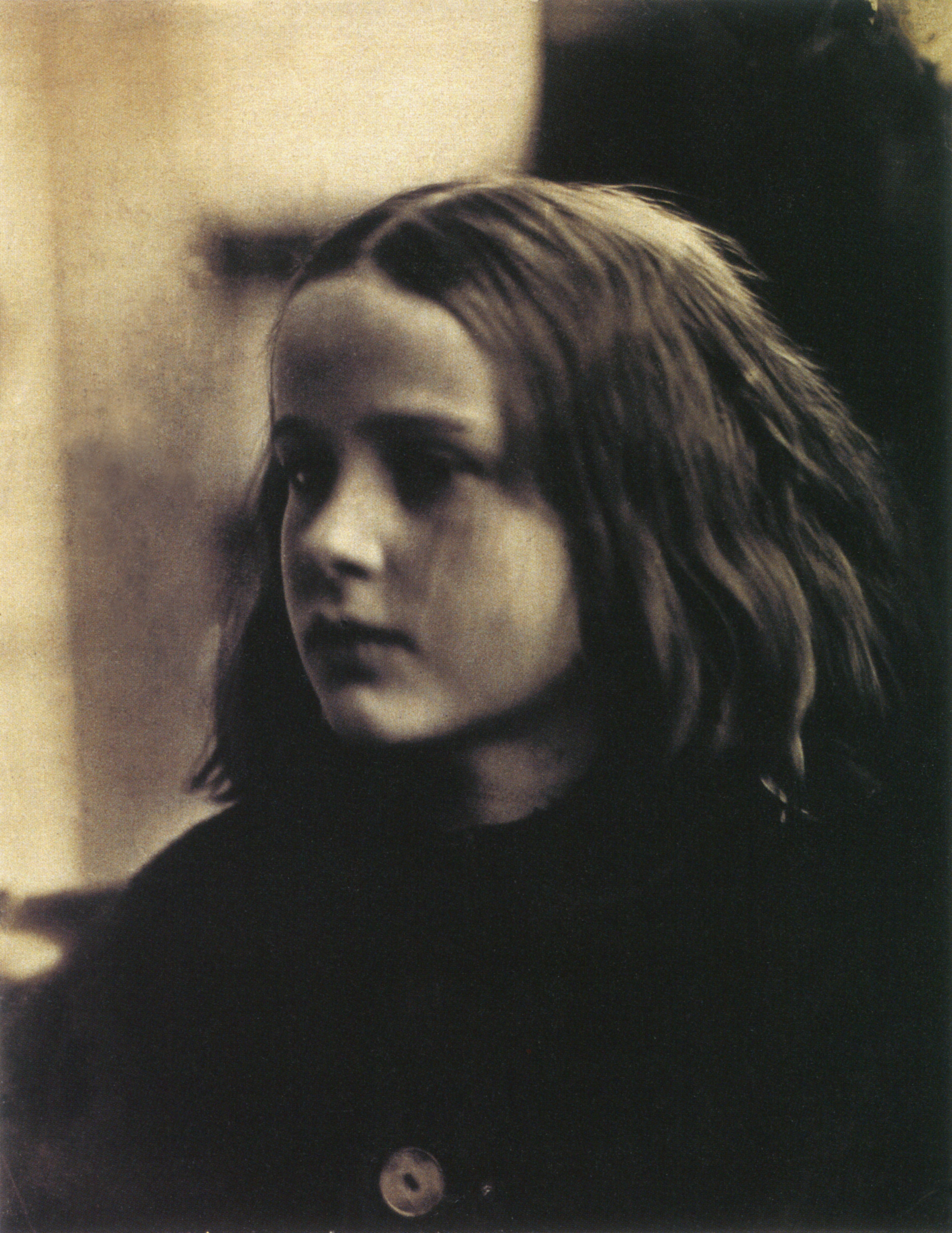
Портрет Енні, дочки Джулії Маргарет Камерон (1864)
Ганса Крістіан Андерсен, портрет Тори Галлагер (1869)
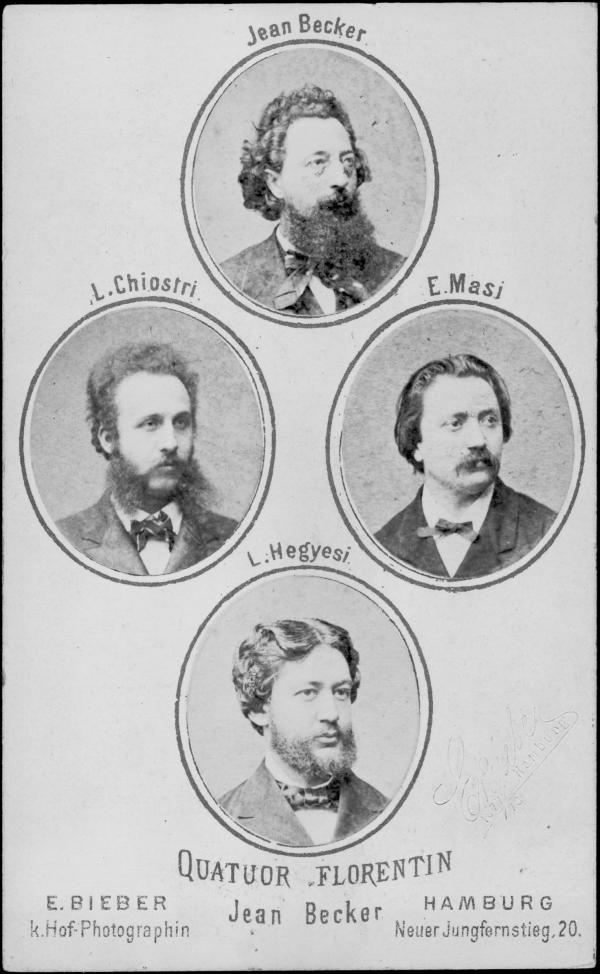
Флорентійський квартет авторства Емілі Бібер (бл. 1875)
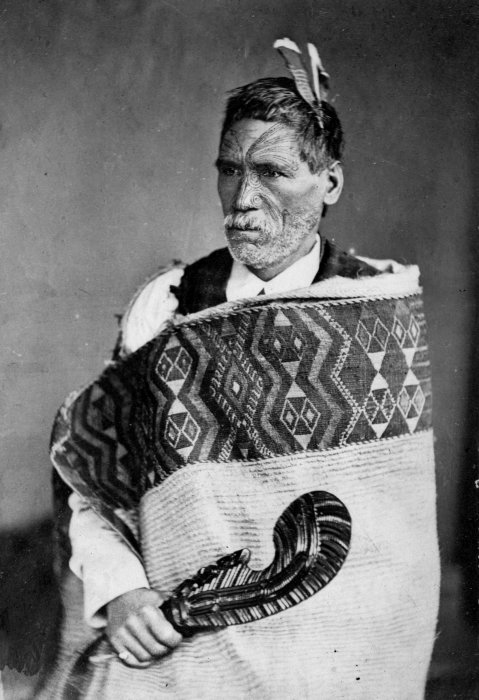
Портрет Реві Манга Маніапото авторства Елізабет Пульман (1879)
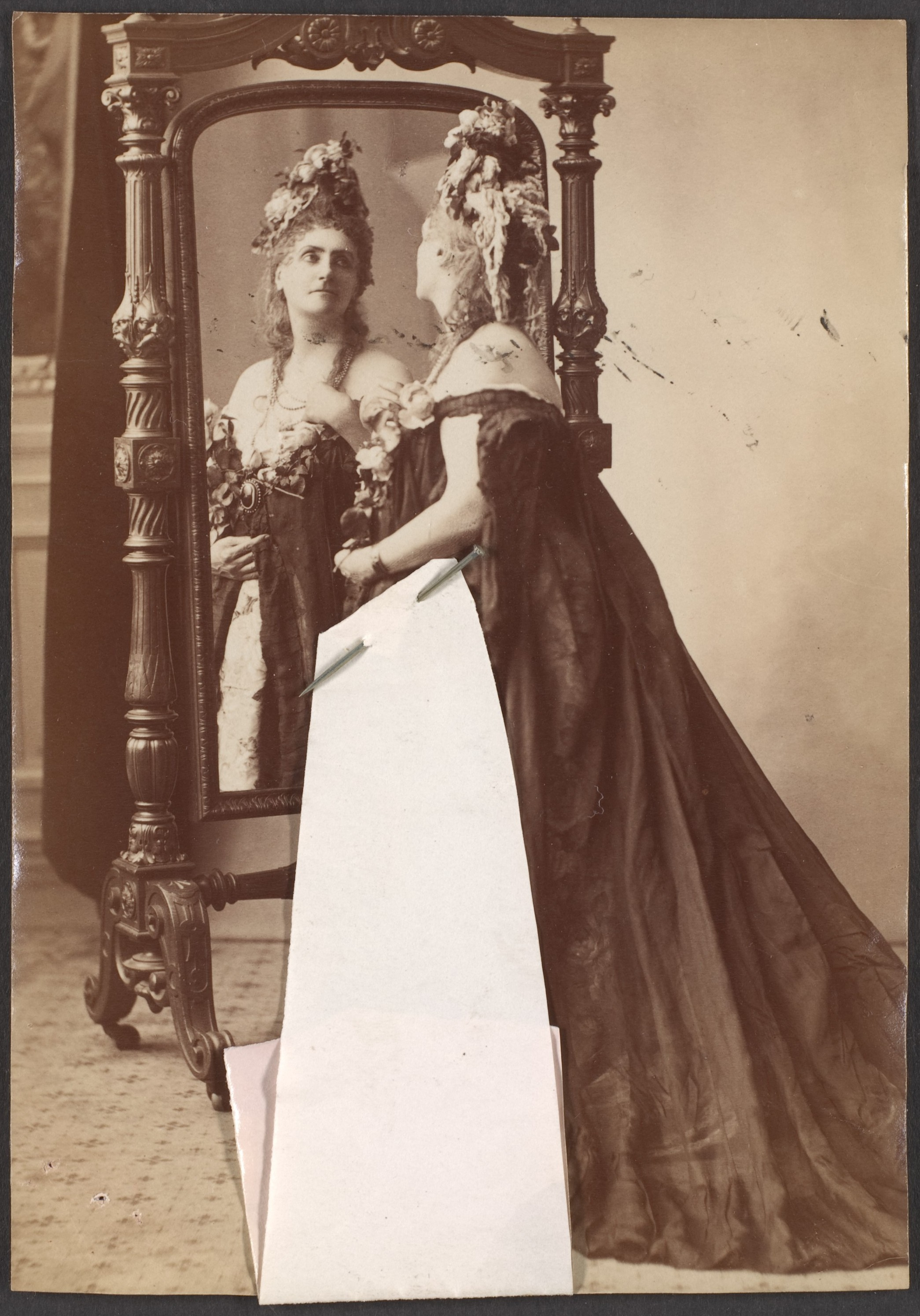
Автопортрет Вірджинії Олдоїні, графині Кастільйоне (1895)
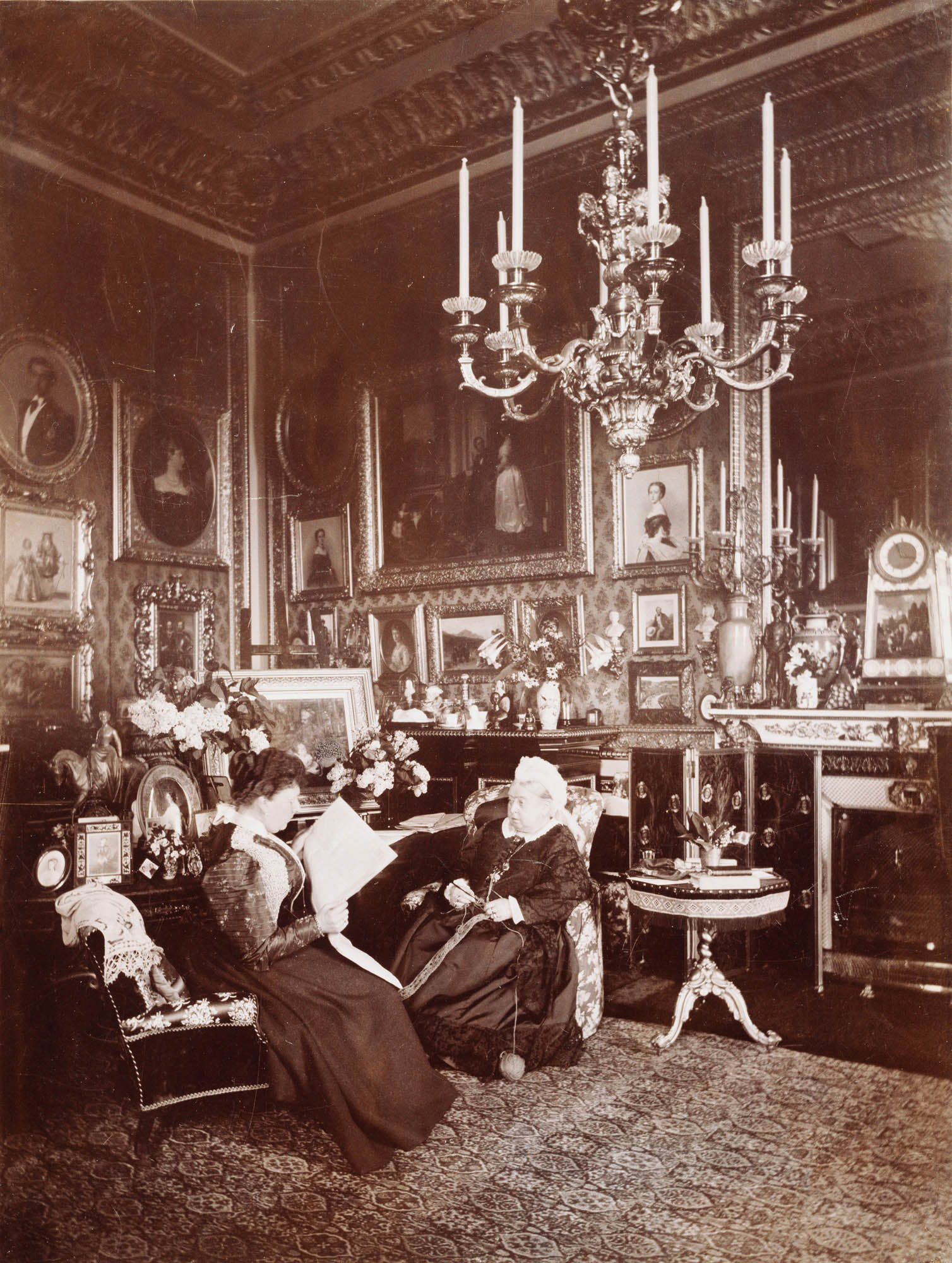
Фотографія королеви Вікторії та принцеси Беатріче авторства Мері Стін (1895)

## Початок ХХ століття

### 1900 рік
- Гертруда Кезебір (1852—1934) продала відбитки своєї фотографії 1899 року «The Manger» (портрет колеги-фотографа Френсіса В. Деланті) за 100 доларів, «найвищу ціну, яку коли-небудь платили за фотографію» до того часу.[29]

### 1901 рік
- «Жіночий домашній журнал» містив низку статей «Найпровідніші фотографки в Америці», під редакцією Френсіс Бенджамін Джонстон, включаючи Гертруду Кезебір (травень), Матільду Вейл (червень), сестер Аллен (липень), Емму Дж. Фарнсворт (Серпень), Єву Ватсон-Шютце (жовтень), Заїду Бен-Юсуф (листопад) та Елізабет Браунелл (січень 1902).[30]

### 1903 рік

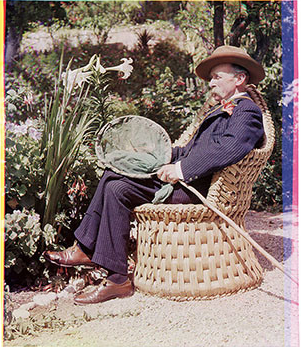
Полковник Віллоубі Вернер, 1903, фото Сари Анджеліни Екленд

- Сара Анджеліна Екленд робить кольорові фотографії під час відпочинку у Гібралтарі.[31]
- Крістіна Брум (1862—1939) починає продавати фотографії як листівки, згодом стає першою жінкою-прес-фотографкою.[32]

### 1906 рік
- Сіґне Брандер (1869—1942) фотографує зміни та розвиток міста Гельсінкі за дорученням міста.[33]

### 1907 рік
- Дора Калмус (1881—1963) створює у Відні студію моди, згодом створюючи портрети знаменитостей.[34]

### 1909 рік
- Федерація жінок Асоціації фотографів Америки проводить своє організаційне засідання в Рочестері, штат Нью-Йорк, першим президентом якого є Мері Карнелл.[35]

### 1913 рік
- Маргарет Воткінс (1884—1969) працює асистенткою у Бостонській фотостудії, відкрила власний бізнес у Нью-Йорку у 1920 році.[36]

### 1915 рік
- Кетрін Рассел Блікер (1893—1996) знімає три фільми про реформу в'язниць, використовуючи власні камери. Її іноді описують як першу професійну операторку в американському кіно.[37]

### 1916 рік
- Труда Фляйшманн (1895—1990) починає кар'єру професійної фотографки, створюючи видатні портрети інтелектуалів та художників.[38]

### 1917 рік
- Начіє Суман (1881—1973) створює студію в Стамбулі, стаючи першою жінкою-фотографкою в Туреччині.[39]

### 1920-ті
- Марі аль-Хазен (1899—1983) була ліванською фотографкою, що діяла у 1920-х; фото, які вона створила вважаються цінним і унікальним записом свого часу.[40]
- Еліз Форест Гарлстон (1891—1970) була ранньою афроамериканською фотографкою, яка в 1922 році створила студію в Чарлстоні, штат Південна Кароліна, що працювала до початку 1930-х.

### 1925 рік
- Рут Гаррієт Луїз (1903—1940) найнята Metro-Goldwyn-Mayer керувати їх портретною студією, ставши першою жінкою-фотографкою, яка активно працювала в Голлівуді.[41]

### 1928 рік
- Маргарет Бурк-Вайт (1904—1971) відкриває студію в Клівленді, штат Огайо, стає фотожурналісткою у 1929 році.

### 1932 рік
- Ілла (1911—1955) починає фотографувати тварин, згодом визнана кращою серед зоофотографів у світі.[42][43]

### 1936 рік
- Ільзе Бінґ (1899—1998) створює монохромні зображення, які експонуються в Луврі та Нью-Йоркському музеї сучасного мистецтва.[44]
- Герда Таро (1910—1937) вбита під час висвітлення громадянської війни в Іспанії, ставши першою жінкою-фоторепортеркою, яка загинула під час роботи на передовій.[45]

### 1939 рік
- Хомай Вйаравалла починає працювати у The Illustrated Weekly of India, ставши першою в Індії жінкою-прес-фотографкою.[46]
- Береніс Еббот публікує в Changing New York свої роботи: фотографії Нью-Йорку з пташиної та жаб'ячої перспективи.[47]

### 1940-ті
- Цунеко Сасамото (нар. 1914) вступає до Японського фотографічного товариства, ставши першою жінкою-фотожурналісткою Японії.[48]
- Карлотта Корпрон (1901 —1988) починає робити «світлі малюнки», які утверджують її як піонерку американської абстрактної фотографії.

### 1941 рік
- Маргарет Бурк-Вайт (1904—1971) стає першою жінкою-військовою кореспонденткою.
- Доротея Ланж (1895—1965) отримує грант Ґуґґенгайма.[49]

### 1945 рік
- Маріон Карпентер (1920—2002) стає фотографкою Білого дому, часто подорожуючи з президентом Труменом.[50]

## Друга половина ХХ століття

### 1950 рік
- Були знайдені та опубліковані тисячі вражаючих світлин ХІХ ст., зроблених фотографкою зі Стейтен-Айленду Еліс Остін (1866—1952).[51]

### 1954 рік
- Вірджинія Шау (1915—1989) стає першою жінкою, яка отримала Пулітцерівську премію за фотографію.[52]

### 1962 рік
- Аньєс Варда (нар. 1928) випускає іконічний феміністичний фільм Клео від 5 до 7.[53]

### 1967 рік
- Народжена в Польщі Роза Мандель (1910—2002), старша фотографка художнього відділу Каліфорнійського університету, отримує грант Ґуґґенгайма.[54]

### 1972 рік
- Ліліан де Кок (1939—2013), фотопомічниця Анселя Адамса з 1963 по 1972 рік, нагороджена грантом Ґуґґенгайма.[55]
- Лоррейн Монк (нар. 1926) стала офіцеркою Ордена Канади за свій внесок у фотографію.

### 1973 рік
- Сара Фаціо та Марія Крістіна Оріве засновують Ла Азотея, перше видавництво в Латинській Америці, присвячене фотографії.[56]

### 1974 рік
- Летиція Батталья починає свою кар'єру, фотографуючи сицилійську мафію.[57]

### 1978 рік
- Грасіела Ітурбіде (народилась 1942) стає однією із засновниць Мексиканської ради фотографії.[58]

### 1979 рік
- Сара Фаціо, Алісія Д'Аміко, Аннемарі Генріх, та Марія Крістіна Оріве співзасновують Аргентинську раду фотографії.[59]

### 1980 рік
- Джейн Евелін Етвуд отримує перший грант В. Юджина Сміта за гуманістичну фотографію, за свій проєкт про життя сліпих дітей.[60]

### 1991 рік
- Енні Лейбовіц стає першою жінкою, яка влаштувала виставку у Національній портретній галереї США.[61]

## ХХІ століття

### 2005 рік
- Аня Нідрінггаус (1965—2014) виграє Пулітцерівську премію за висвітлення війни в Іраку.[62]
- Виходить документальний американський телефільм Bearing Witness, про п'ятьох військових журналісток, що працюють в Іраку.

### 2010 рік
- Реймонд Ейпріл (нар. 1953) нагороджена орденом Канади за свій внесок у фотографію.[63]